# Dubois (Idaho)
Pour les articles homonymes, voir Dubois.
La ville de Dubois est le siège du comté de Clark, situé dans l'Idaho, aux États-Unis.

## Démographie
| 1920 | 1930 | 1940 | 1950 | 1960 | 1970 |
| ---- | ---- | ---- | ---- | ---- | ---- |
| 590  | 312  | 332  | 430  | 447  | 400  |

| 1980 | 1990 | 2000 | 2010 | - | - |
| ---- | ---- | ---- | ---- | - | - |
| 413  | 420  | 647  | 677  | - | - |